# Vera Zozulia
Vera Zozulia (15 de enero de 1956) es una deportista soviética que compitió en luge en la modalidad individual.
Participó en tres Juegos Olímpicos de Invierno entre los años 1976 y 1984, obteniendo una medalla de oro en Lake Placid 1980 en la prueba individual. Ganó tres medallas en el Campeonato Mundial de Luge entre los años 1977 y 1981, y dos medallas en el Campeonato Europeo de Luge, en los años 1976 y 1978.

## Palmarés internacional
| Juegos Olímpicos   | Juegos Olímpicos             | Juegos Olímpicos  | Juegos Olímpicos |
| Año                | Lugar                        | Medalla           | Prueba           |
| ------------------ | ---------------------------- | ----------------- | ---------------- |
| 1980               | Lake Placid (Estados Unidos) | Medalla de oro    | Individual       |
| Campeonato Mundial |                              |                   |                  |
| Año                | Lugar                        | Medalla           | Prueba           |
| 1977               | Igls (Austria)               | Medalla de plata  | Individual       |
| 1978               | Imst (Austria)               | Medalla de oro    | Individual       |
| 1981               | Hammarstrand (Suecia)        | Medalla de bronce | Individual       |
| Campeonato Europeo |                              |                   |                  |
| Año                | Lugar                        | Medalla           | Prueba           |
| 1976               | Hammarstrand (Suecia)        | Medalla de oro    | Individual       |
| 1978               | Hammarstrand (Suecia)        | Medalla de bronce | Individual       |